# Bloodsports
Bloodsports è il sesto album discografico in studio del gruppo musicale alternative rock inglese Suede, pubblicato nel marzo 2013 a 11 anni di distanza dal precedente.

## Tracce
1. Barriers – 3:42
2. Snowblind – 4:03
3. It Starts and Ends with You – 3:51
4. Sabotage – 3:45
5. For the Strangers – 4:12
6. Hit Me – 4:03
7. Sometimes I Feel I'll Float Away – 4:12
8. What Are You Not Telling Me? – 3:12
9. Always – 4:42
10. Faultlines – 4:05

## Formazione
- Brett Anderson - voce
- Neil Codling - synth
- Simon Gilbert - batteria
- Richard Oakes - chitarra
- Mat Osman - basso

## Classifiche
- Official Albums Chart - #10[1]